# Sonata para piano

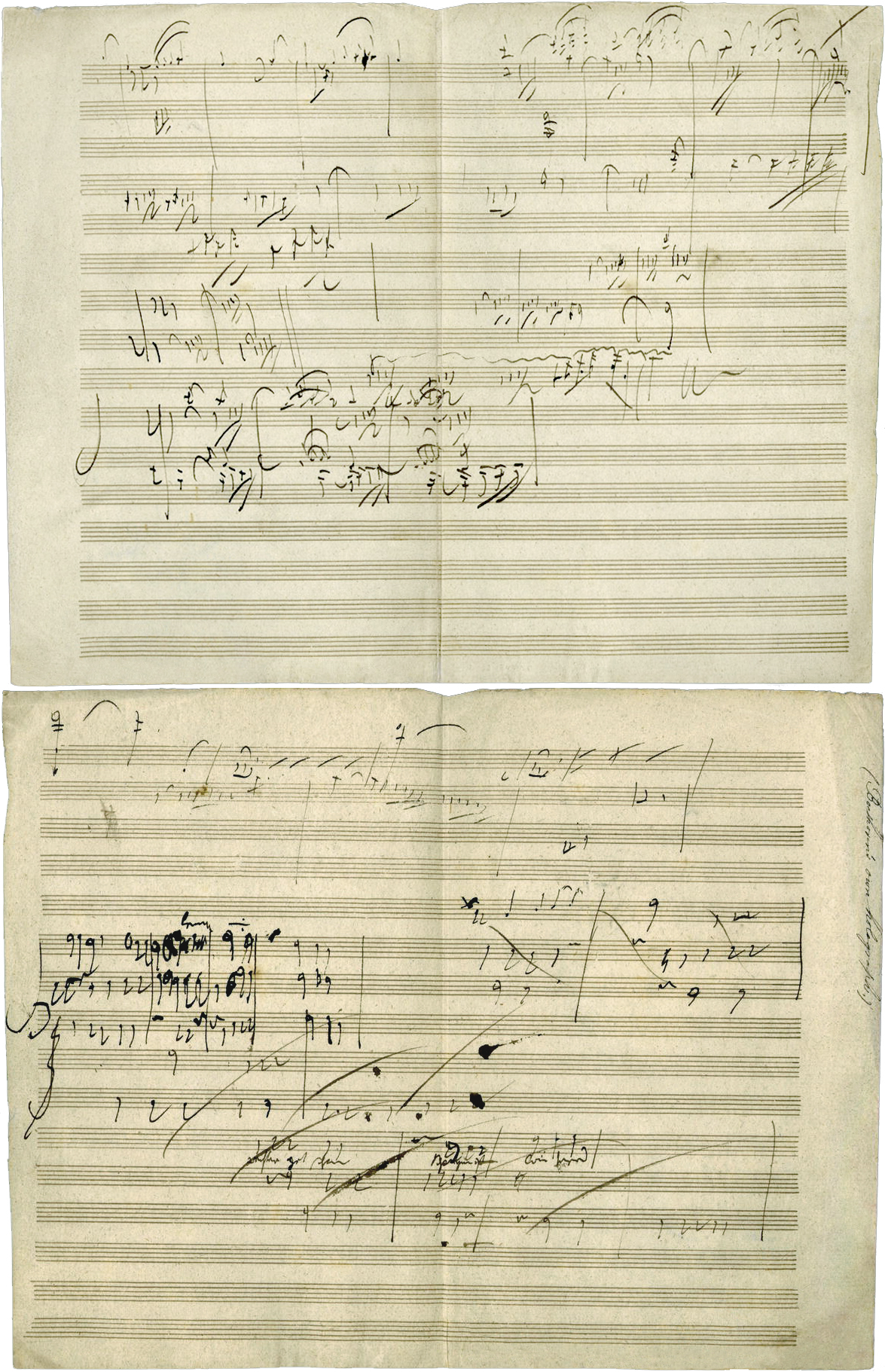
Esboço manuscrito de Ludwig van Beethoven da sua Sonata para piano n.º 28, Andamento IV, Geschwind, doch nicht zu sehr und mit Entschlossenheit (Allegro), na sua própria escrita. A peça foi terminada em 1816.

Uma sonata para piano é uma sonata composta para piano solo. Esta forma de composição instrumental foi desenvolvida ao longo do século XVII e século XVIII a partir de outras formas musicais, e foi muito utilizada pelos compositores do período romântico, sobretudo porque fornece uma estrutura para o enquadramento de pensamentos ou sentimentos contraditórios, próprios desse movimento artístico. Uma sonata tem vários andamentos, habitualmente três ou quatro, embora existam sonatas para piano escritas num só andamento (Scarlatti, Scriabin), dois (Beethoven, Haydn), cinco (Terceira Sonata para piano de Brahms) ou mais. O primeiro andamento é geralmente escrito segundo a forma sonata.

### Genéricas
- «Die Entwicklung der Sonate bis 1800 - o desenvolvimento da Sonata em 1800» (em alemão)
- «Sonatenform, Sonatenhauptsatzform - a forma sonata» (PDF) (em alemão)